# Ray Wilson (zanger)

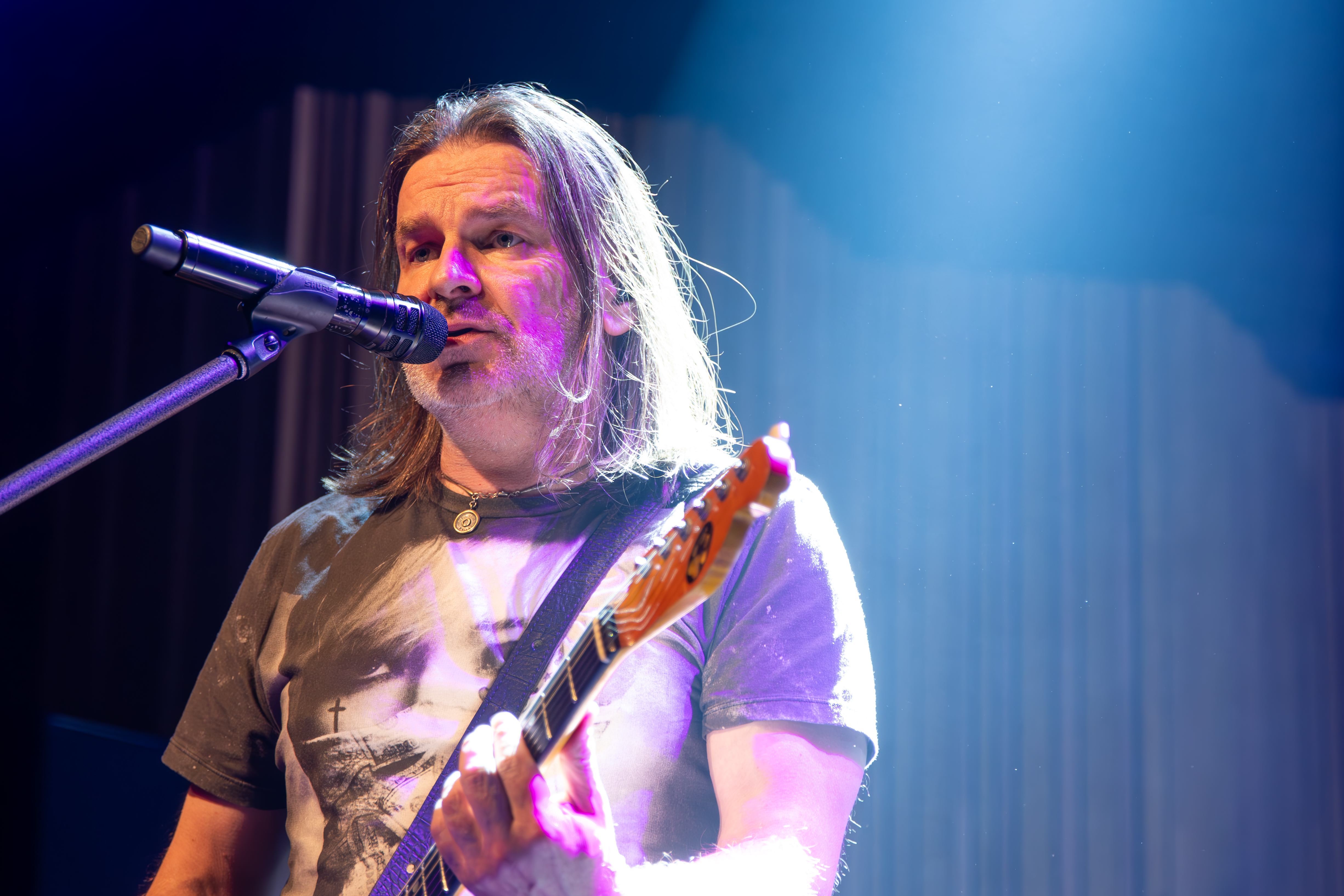
Ray Wilson in 2024

Ray Wilson (Dumfries, 8 september 1968) is een Schots zanger die bekendheid verwierf als zanger van de grungeband Stiltskin en de progressieve-rock-band Genesis.
Wilson is een neef van Ian Catskilkin, van de indieband Art Brut. Hij startte begin jaren negentig in een groep genaamd Guaranteed Pure en bracht met die groep het album Swing Your Bag uit. In 1997 werd bekendgemaakt dat hij de opvolger was van Phil Collins bij Genesis, en met de laatste twee overgebleven groepsleden Mike Rutherford en Tony Banks werd een album uitgebracht: Calling All Stations. Na tegenvallende verkopen en een dito tournee werd de samenwerking afgebroken. Genesis zou pas in 2007 weer optreden, maar dan in de bezetting met Collins.
Wilson werkte vervolgens aan een soloproject onder de naam "Cut_", waarvan hij zelf aangaf dat het volgende Genesisalbum zo zou hebben geklonken als de band met hem zou zijn doorgegaan. Het album Millionairhead kwam in 1999 uit.
In 2002 werkte Wilson samen met de Nederlandse dj Armin van Buuren, waarvoor hij het nummer "Yet Another Day" inzong. In 2005 werkten de artiesten opnieuw samen: toen zong Wilson het nummer "Gypsy" in voor Van Buurens album Shivers. Dat nummer is nooit als single uitgekomen.
Tussendoor was Wilson ook weer opnieuw met Stiltskin aan het werk. Het tweede album She verscheen in 2006. In 2011 volgde het derde album, Unfullfillment.

## Hitlijsten
| Single met eventuele hitnotering(en) in de Nederlandse Top 40 | Datum van verschijnen | Datum van binnenkomst | Hoogste positie | Aantal weken | Opmerkingen                                    |
| ------------------------------------------------------------- | --------------------- | --------------------- | --------------- | ------------ | ---------------------------------------------- |
| Yet Another Day                                               | 2002                  | 08-02-2003            | 27              | 4            | met Armin van Buuren / Dancesmash op Radio 538 |

## Solodiscografie
- 2001: Live and Acoustic
- 2003: Change
  - singles: "Change" en "Goodbye Baby Blue"
- 2004: The Next Best Thing
  - single: "These Are The Changes"
- 2005: Ray Wilson Live
- 2006: An Audience and Ray Wilson (limited edition CD en download)
- 2008: Propaganda Man
- 2009: Genesis Klassik; Ray Wilson and the Berlin Symphony Ensemble live in Berlin
- 2013: Chasing Rainbows
- 2014: Genesis vs. Stiltskin 20 Years and More
- 2016: Song for a Friend
- 2016: Makes Me Think of Home
- 2017: Time and Distance
- 2018: ZDF Bauhaus
- 2019: Upon my Life
- 2021: The Weight of Man

- Bibliothèque nationale de France: cb140574147 (data)
- Gemeinsame Normdatei: 135291968
- International Standard Name Identifier: 0000 0000 7841 0270
- MusicBrainz: 4e7ee52e-adbb-4410-a338-35d5615136c8
- Nationale Bibliotheek van Tsjechië: xx0101103
- Nationale Bibliotheek van Polen: a0000002903014
- Système universitaire de documentation: 080565492
- Virtual International Authority File: 74055160

Tony Banks · Phil Collins · Peter Gabriel · Steve Hackett · John Mayhew · Anthony Phillips · Mike Rutherford · John Silver · Chris Stewart · Ray Wilson